# Sam Pontén
Samuel Frithiof (Sam) Pontén, född 2 april 1907 i Lund, död 13 oktober 1963 i Göteborgs Vasa församling, Göteborg
, var en svensk jurist. Han var son till kusinerna Frithiof Pontén och Anna Pontén-Möller samt bror till Jan Pontén. 
Pontén blev juris kandidat vid Lunds universitet 1932, fiskal 1936, ordinarie assessor 1945 i hovrätten över Skåne och Blekinge och var hovrättsråd i hovrätten för Västra Sverige från 1950. Han var t.f. revisionssekreterare tidvis 1947–54 och innehade sakkunniguppdrag i riksnämnden för ekonomisk försvarsberedskap 1951–53.